# 龙池镇 (都江堰市)
龙池镇，是中华人民共和国四川省成都市都江堰市下辖的一个乡镇级行政单位。

## 行政区划
龙池镇下辖以下地区：
栗坪社区、南岳社区村、东岳社区村、查关社区村、云华社区村和红色社区村。